# Albez Duz
Albez Duz ist eine Berliner Rock- und Gothic-Metal-Band, die 2006 gegründet wurde.

## Geschichte
Bereits 2006 kam Eugen „Impurus“ Herbst  die Idee zur Gründung von Albez Duz, jedoch war die Band anfangs kaum aktiv, da die damaligen Mitglieder noch zu sehr in ihre anderen Bands involviert waren. Der Name stammt aus der mittelhochdeutschen Sprache von vor etwa 800 Jahren, wobei „Albez“ für „Schwan“ und „Duz“ für „Rauschen“, „Getöse“, „Lärm“ steht. Der Kern der Gruppe bestand zunächst aus zwei Leuten, die bei den Aufnahmen von vielen verschiedenen weiteren Musikern unterstützt wurden. Das Debütalbum war nach einem dreijährigen Schreibprozess und einem vergeblichen Aufnahmeversuch bei einem Freund schließlich innerhalb weniger Wochen im Jahr 2009 im Hellsounds Studio in Mecklenburg-Vorpommern mit Ronny Nolpa aufgenommen worden. Hierbei war Lars Kaeding als Sänger vertreten, der im Jahr 2011 verstarb. Daraufhin wurde es drei Jahre lang still um die Band, wobei Herbst während dieser Zeit an neuen Songs schrieb. Mit Alfonso Brito Lopez als neuem Sänger meldete sich die Band im September 2014 mit dem Album The Coming of Mictlan to Life, das bei Iron Bonehead Productions und Archaic Sound erschien, zurück. Daraufhin hielt die Band Auftritte ab, bei denen sie unter anderem zusammen mit Primordial und Swans, Bölzer, Ascension und Hexvessel auftrat. Im Oktober folgte über Listenable Records Wings of Tzinacan als drittes Studioalbum, das in den Münchener The Source Studios mit dem Produzenten Michael Zech aufgenommen worden war. Durch das Hinzukommen der Gitarristin Julia Neuman hatte sich die feste Besetzung mittlerweile auf ein Trio ausgeweitet.

## Stil
Im Interview mit Philip von Metal.de gab die Band die Werke von Gruppen der frühen 1990er Jahre wie Tiamat, Paradise Lost und Amorphis sowie der 1970er wie Hawkwind, Black Widow und Pink Floyd als Einflüsse zur Gründung von Albez Duz an. Lutz Koroleski von musikreviews.de stellte in seiner Rezension zum Debütalbum fest, dass die Musik auf dem klassischen Doom Metal der 1970er Jahre basiert. Obwohl man sich selbst in den „Occult Doom Rock“ einordne, handele sich bei Albez Duz um keine reine Retro-Band. In den Songs ließen sich Einflüsse von Gruppen wie My Dying Bride, Tiamat und Paradise Lost ausmachen und auch Stilelemente aus dem melodischen Black Metal würden gelegentlich behutsam verarbeitet. Der Gesang sei durchweg klar, wirke kraftlos und vor allem durch manche gesprochene Passage recht monoton. Stephan Möller von Metal.de stellte fest, dass auf The Coming of Mictlan okkulter und rockiger Doom Metal enthalten ist. Die Songs hätten meist eine Spieldauer von rund acht Minuten und wirkten in die Länge gezogen. Thorsten Dörting vom Rock Hard merkte in seiner Rezension zu Wings of Tzinacan an, dass wie bei den ersten beiden Alben vieles „eigentümlich verrutscht und nicht da, wo es eigentlich hingehört“ sei und verglich die Musik mit einem kubistischen Porträt. In den Songs verbinde das „schwarzblütig okkultige Trio […] doomiges Knackriffing mit Seventies-Psychedelia“, während „das theatralisch tiefe Organ von Alfonso Brito […] mit großem Gestus“ predige. Eine Ausgabe später interviewte Mandy Malon Eugen Herbst und Alfonso Brito Lopez. Herbsts Einflüsse liegen laut seiner Aussage im Doom Metal hauptsächlich bei Count Ravens High on Infinity und auch etwas Type O Negative (insbesondere alles bis Bloody Kisses). Seine Wurzeln lägen im Thrash Metal und im alten, norwegischen Black Metal, während sich Brito Lopez mehr für Musik der 1970er Jahre und Stoner Rock interessiere und Julia Neuman eher in den Bereichen des Progressive Metal und Death Metal beheimatet sei.

## Diskografie
- 2008: Demo 2008 (Demo, Eigenveröffentlichung)
- 2009: Albez Duz (Album, Eigenveröffentlichung)
- 2014: The Coming of Mictlan (Album, Iron Bonehead Productions/Archaic Sound)
- 2015: Live in Dresden (Live-Album, Eigenveröffentlichung)
- 2016: Wings of Tzinacan (Album, Listenable Records)
- 2019: Enigmatic Rites (Album, Listenable Records)